# Église Sainte-Anne de Porquerolles
L’église Sainte-Anne de Porquerolles est une église catholique française, située dans le département du Var, dans l'île de Porquerolles. Elle est dédiée à sainte Anne, mère de Marie.

## Historique
L'église fut construite en 1850 par les soins de l’administration militaire.
La réalisation de cet édifice religieux se fit en deux étapes : d'abord un premier projet qui fut prévu par le Corps Royal du Génie, en 1819, puis un deuxième projet, conçu en 1849, qui fondera la construction de l'église ;  le financement fut partagé avec les habitants de l'île et la ville d'Hyères.
Elle dépend du diocèse de Fréjus-Toulon, doyenné d'Hyères.

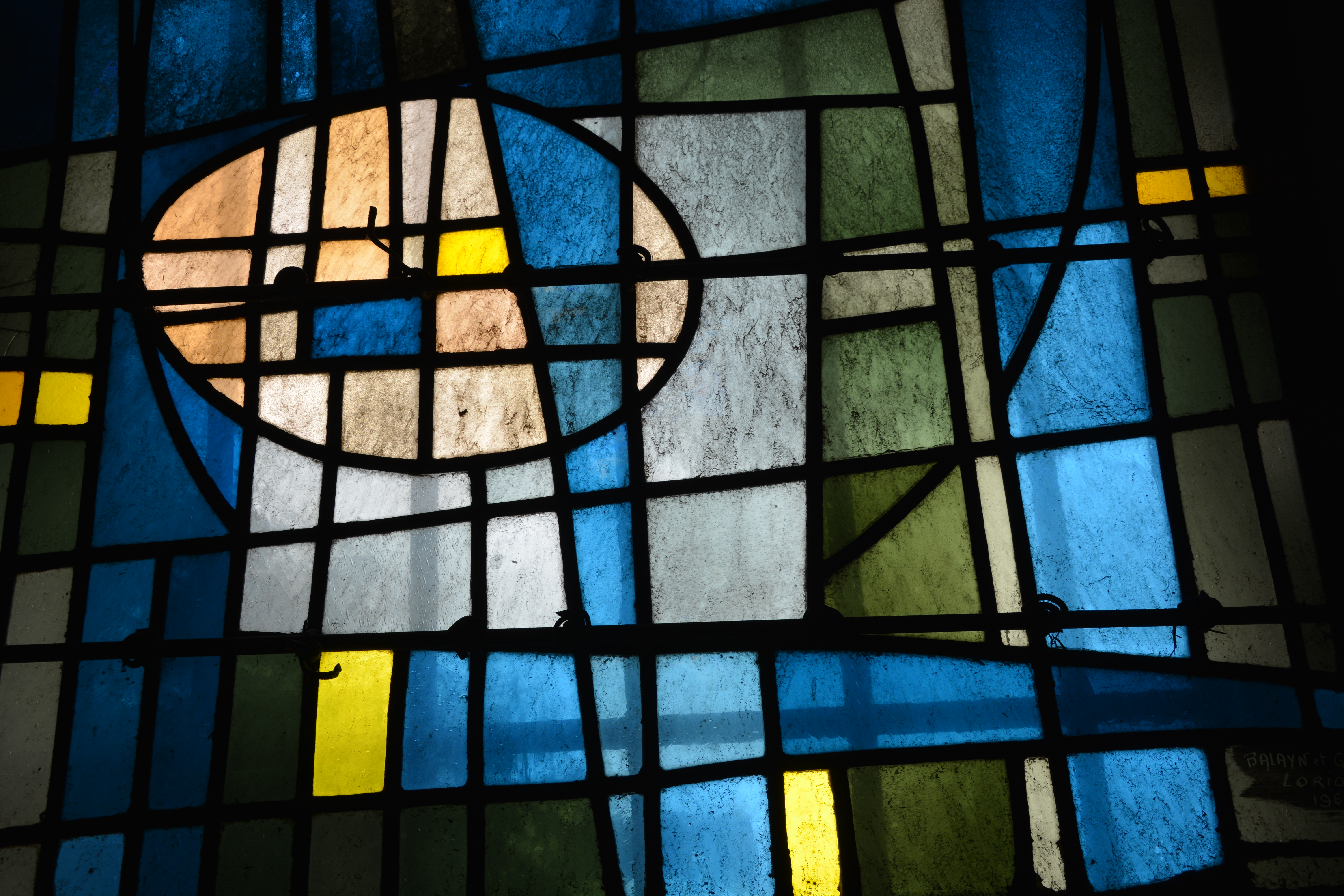
Un vitrail moderne de l'église Sainte-Anne.
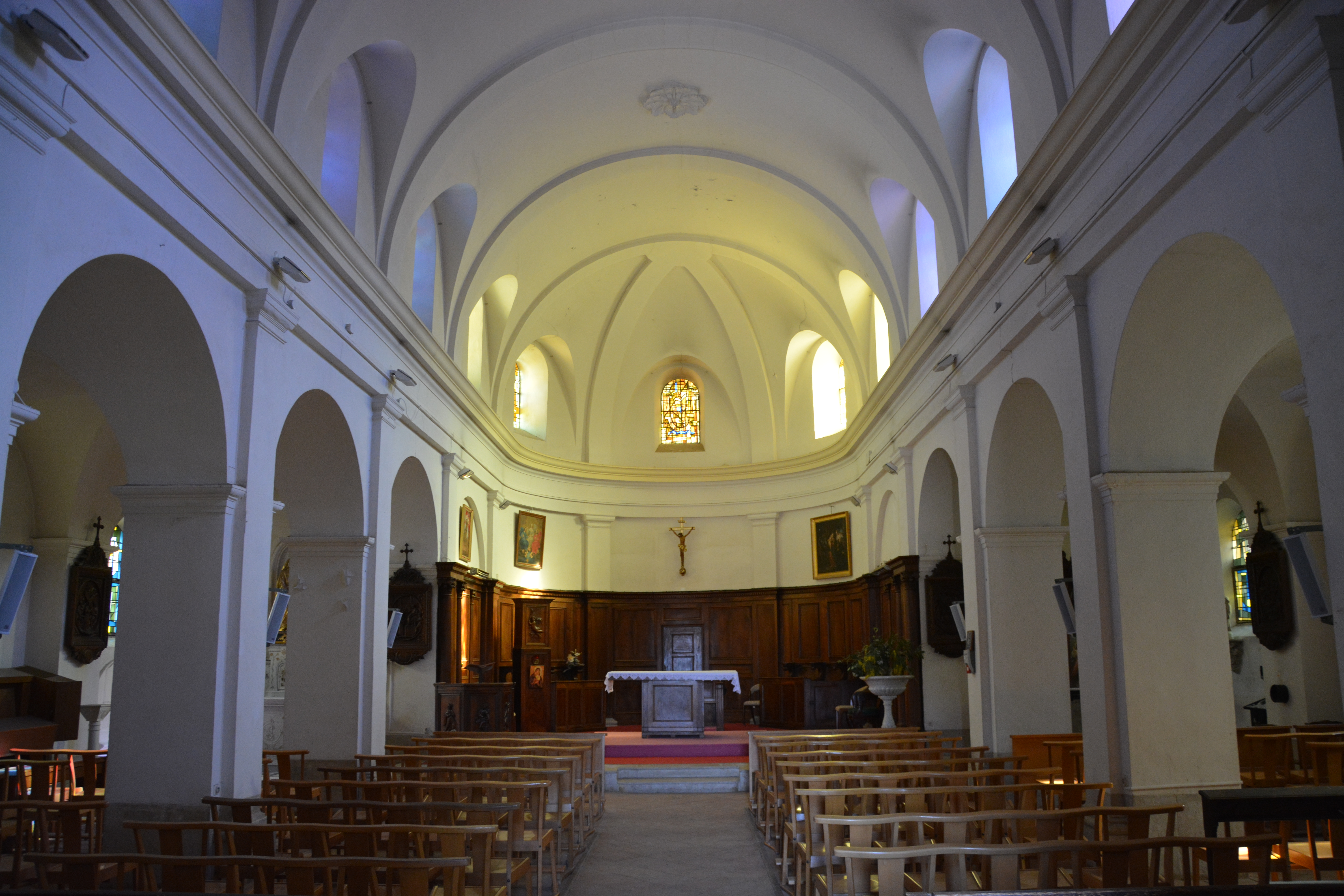
L'intérieur de l'église Sainte-Anne de Porquerolles.